# Пейетт (река)

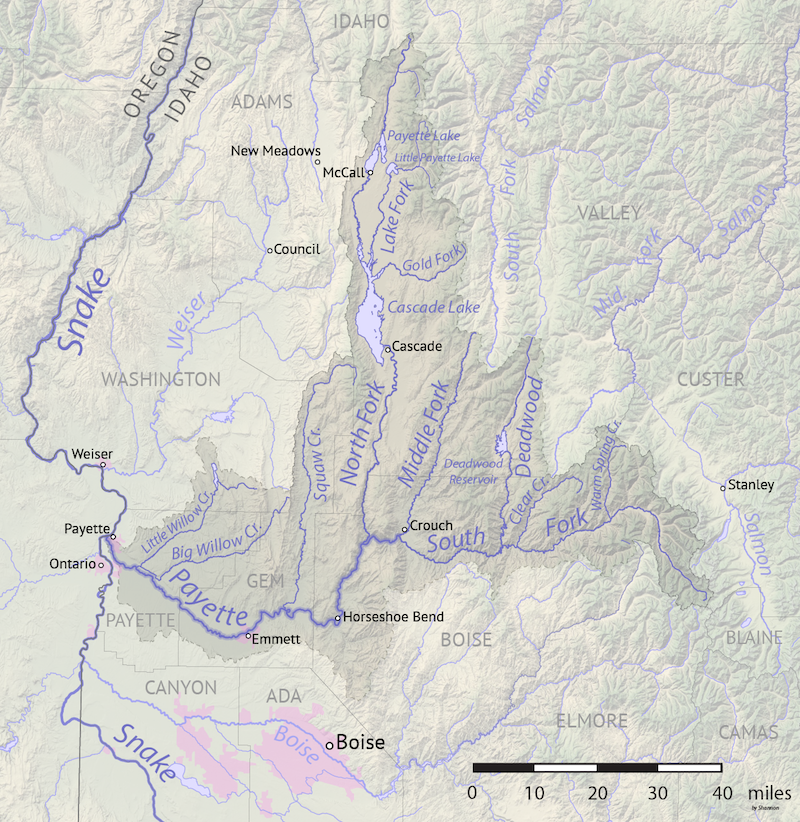
Карта бассейна Пайетт

Пейе́тт (англ. Payette River) — река на западе центральной части штата Айдахо, США. Правый приток реки Снейк. Длина составляет 133,1 км; площадь бассейна — 8392 км². Средний расход воды — 79 м³/с.
Верховья реки берут начало в районе горных хребтов Сотут и Салмон-Ривер, на высоте около 3000 м над уровнем моря. Образуется при слиянии рек Саут-Форк и Норт-Форк. Длина реки от истоков Норт-Форк составляет 290 км, а от истоков Саут-Форк — около 262 км. Площадь водосбора реки Норт-Форк — около 2500 км²; площадь бассейна Саут-Форк — 3100 км². Впадает в реку Снейк на границе со штатом Орегон.